# Àcid inosínic
L'àcid inosínic o monofosfat d'inosina (IMP) és un nucleòtid monofosfat. L'àcid inosínic és important en el metabolisme. És el ribonucleòtid de la hipoxantina i el primer nucleòtid format durant la síntesi de purina. És format per la desaminació de l'adenosina monofosfat, i és hidrolitzada de la inosina. L'IMP és un intermediari ribonucleòsid monofosfat en el metabolisme de les purines.

## Aplicacions
L'àcid inosínic es pot convertir en diverses sals, com ara l'inosinat disòdic (E631), l'inosinat dipotàssic (E632) i l'inosinat de calci (E633). Aquests tres compostos s'utilitzen com a potenciadors del sabor de l'umami de gust bàsic amb una eficàcia relativament alta. S'utilitzen principalment en sopes, salses i condiments per a la intensificació i l'equilibri del sabor de la carn.